# Bixschoote
Bixschoote (deutsch auch Büxschoote, niederländisch Bikschote, flämisch Bikschôte) ist ein Dorf und ein Ortsteil der Gemeinde Langemark-Poelkapelle des Arrondissements Ypern in der belgischen Provinz Westflandern. Es liegt im Nordwesten der Gemeinde auf einer Fläche von 5,57 km² und hat knapp 600 Einwohner. Bis 1970 war es eine eigenständige Gemeinde.

## Geschichte
In der ersten Flandernschlacht und der zweiten Flandernschlacht des Ersten Weltkriegs war Bixschoote der Schauplatz schwerer Gefechte zwischen deutschen und alliierten Truppen. Das deutsche Pionierregiment 35 führte am 22. April 1915 an der Frontline zwischen Bixschoote und Langemark den ersten Angriff mit Giftgas durch.

## Ehemaliger Bahnverkehr

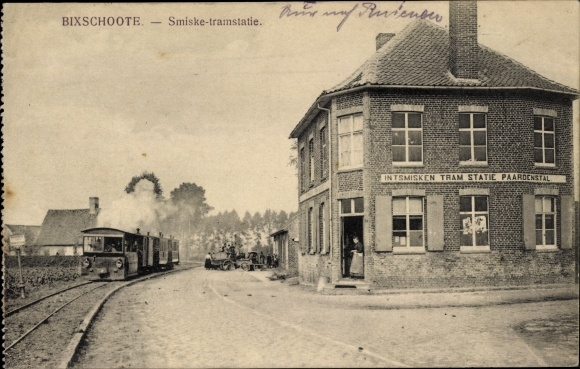
Dampfstraßenbahnhaltestelle Intsmisken Tram Statie Paardenstal

Die Haltestelle der Dampfstraßenbahn bei Bixschoote hieß Intsmisken Tram Statie Paardenstal. Sie lag an der Kreuzung der Bikschotestraat und der N369, in der Nähe der heutigen Bushaltestelle Bikschote Smiske.
Während des Ersten Weltkriegs betrieben die deutschen Streitkräfte ein Depot am Bahnhof Hilgendorf ihrer militärischen Feldbahn. Es lag nördlich von Bixschoote im Raum St. Janshoek (Sint Jan) zwischen dem Granat-Wäldchen, dem Katzengehöft und Wijdendrift.